# Tachibana no Naramaro
Tachibana no Naramaro est un nom japonais traditionnel ; le nom de famille (ou le nom d'école), Tachibana, précède donc le prénom (ou le nom d'artiste).
Tachibana no Naramaro (橘奈良麻呂, 721–757) est un aristocrate (kuge), courtisan et personnalité politique japonais de l'époque de Nara. Il est le fils du sadaijin Tachibana no Moroe et le deuxième chef du clan Tachibana. Il atteint le rang de cour de 正四位下 (shō shi-i no ge) et la fonction de sangi et, à titre posthume, celles de 正一位 (shō ichi-i) et daijō-daijin.
Il est à la tête d'un complot pour remplacer Fujiwara no Nakamaro et renverser l'impératrice Kōken (« Conspiration de Tachibana no Naramaro ») mais sans succès.

## Jeunesse
Moroe, le père de Naramaro, est investi de la confiance de l'empereur Shōmu pour gouverner et en 743 est promu aux titres de 従一位 (ju ichi-i) et sadaijin.
En 740, Naramaro se voit conférer le rang de 従五位下 (ju go-i no ge) puis est promu 従五位上 (ju go-i no jō). En 741, il est élevé au rang de daigaku-no-kami, à celui de 正五位上 (shō go-i no jō) en 743, directeur du bureau de la province de Settsu (摂津大夫) en 745, assistant supérieur au ministère des Affaires populaires (民部大輔) en 746 et 従四位下 (ju shi-i no ge) en 747.
En 749, l’empereur Shōmu se retire et l'impératrice Kōken monte sur le trône du chrysanthème. Fujiwara no Nakamaro, qui bénéficie des faveurs de Kōken et de la confiance de l'impératrice Kōmyō, épouse de Shōmu, accède rapidement au pouvoir et entre en conflit avec Moroe. Cette même année, Naramaro devient 従四位上 (ju shi-i no jō) et est nommé chambellan et Sangi.
En 755, Moroe aurait calomnié la cour lors d'un banquet. Il démissionne l'année suivante et meurt déçu en 757.
En 756, l'ancien empereur meurt et, selon son testament, le prince Funado (ja) est fait prince héritier. En 757 cependant, Kōken le démet de cette position pour des raisons d'immoralité et deux mois plus tard, le remplace par le candidat préféré de Nakamaroe, le prince Ōi, futur empereur Junnin.

## Conspiration et capture
Un autre mois plus tard, Naramaro est nommé 右大弁 (sadaiben) au sein du Daijō-kan. Naramaro est extrêmement mécontent de la monopolisation du pouvoir par Nakamaro et avec un groupe comprenant Ōtomo no Komaro (ja) et Ōno no Azumabito, complote en vue d'éliminer Nakamaro. Naramaro tient des réunions et cherche secrètement à recruter des sympathisants mais l'intrigue s'ébruite.Fujiwara no Otosada (ja) informe Nakamaro que Naramaro et compagnie préparent des armes.
Le 26 juillet 757, Kamitsumichi no Hitatsu (ja) révèle qu'Ōno no Azumabito l'a approché pour lui demander de participer au complot de Naramaro, à la suite de quoi Azumabito est arrêté et interrogé. Torturé par bastonnade, Azumabito avoue tout. Le plan consistait pour Naramaro à lever des troupes et à tuer Nakamaro puis à faire démissionner le prince héritier. Après s'être emparés du sceau et des cloches de station de l'empereur, ils auraient laissé Fujiwara no Toyonari à la tête du pays, contraint l'empereur à démissionner et choisi un prince plus favorable à leurs vues comme nouvel empereur. Les candidats pour ce faire étaient le prince Funado, le prince Kibumi (ja), le prince Asukabe (ja) et le prince Shioyaki (ja).
Les comploteurs nommés par Azumabito, dont Naramaro, Funado, le prince Kibumi (ja), Tajihi no Kōshikai (多治比犢養) et Kamo no Tsunotari (賀茂角足), sont simultanément arrêtés au début de l'année suivante. Interrogé par Fujiwara no Nagate, Naramaro dit que parce que le gouvernement est inique, il avait prévu de lever des troupes et de faire une pétition. Lorsque Nagate demande pourquoi le gouvernement est inique, Naramaro répond que le gouvernement construit des temples comme le Tōdai-ji tandis que le peuple souffre. Nagate répond que le Tōdai-ji a été construit à l'époque du propre père de Naramaro et Naramaro n'a rien à répondre à cela. Selon la confession de Saeki no Matanari (ja), Naramaro commence à préparer une rébellion lorsque l'empereur Shōmu effectue une visite impériale à Namba en 745 et invite Matanari à y participer à cette époque. 
Après son interrogatoire, Matanari se suicide.

## Conséquences
Bien que la punition pour les conspirateurs devrait normalement être la mort, l'impératrice Kōken décrète que la punition suprême doit leur être épargnée et qu'ils doivent exilés à la place. Cependant, Nakamaro veut établir une solide règle de droit et ne fléchit pas. Le lendemain, ceux qui sont impliqués dans la conspiration, dont le prince Funado, le prince Kibumi, Killomaro et Kōshikai, sont sans relâche battus avec des cannes sur tout le corps sous la supervision d'un groupe comprenant Nagate, Kudara no Konikishi (ja) et le prince Fune (ja). Azumabito, qui a déjà avoué, est traité de la même façon. Après des heures de cette torture, les victimes meurent en prison. Le sort de Naramaro n'est pas indiqué dans le Shoku Nihongi mais il est supposé être mort de la même manière. Le document peut avoir été effacé lorsque Tachibana no Kachiko, la petite-fille de Naramaro, devient l'impératrice consort (皇后) de l'empereur Saga. Toutefois, le nom de Naramaro continue à figurer dans le Shoku Nihongi après que la conspiration a été dévoilée, aussi cette théorie est-elle également problématique.
Ironie du sort, son fils Kiyotomo naît après la mort de Naramaro et Kachiko, la fille de Kiyotomo, donne à l'empereur Saga le futur empereur Ninmyō. Pendant ce temps, Nakamaro, l'adversaire de Naramaro, se rebelle puis est vaincu. En 847, Naramaro est élevé à titre posthume, aux rangs de 正一位 (shō ichi-i) et daijō-daijin dont son vieil ennemi avait été démis.

## Généalogie
- Père : Tachibana no Moroe
- Mère : Fujiwara no Tabino (藤原多比能?), fille de Fujiwara no Fuhito
- Épouse : issue de la famille Ōhara (ja)?
  - Fils ainé : Tachibana no Yasumaro (橘安麻呂?, 739–821)
- Épouse : fille de Ōtomo no Koshibi
  - Fils : Tachibana no Shimadamaro (橘島田麻呂?, 750–?)
- Épouse : fille de Fujiwara no Umakai?
  - Fils : Tachibana no Irii (橘入居?, ?–800)
- Épouse : fille de Awata no Hitokami (粟田人上?)
  - Fils : Tachibana no Kiyotomo (橘清友?, 758–789)
- Épouse inconnue :
  - Fils : Tachibana no Kiyono (橘清野?, 750–830)

## Source de la traduction
- (en) Cet article est partiellement ou en totalité issu de l’article de Wikipédia en anglais intitulé « Tachibana no Naramaro » (voir la liste des auteurs).